# Мар'ян Чайковський
Мар'ян (Маріано) Чайковський (нар. 7 березня 1947, Дорізон) — бразильський адвокат, перекладач, громадський діяч українського походження. Має посвідчення закордонного українця.

## Життєпис
Народився 1947 року в місті Маллет (штат Парана). Початкову та середню освіту здобув в рідному місті. В Курітібі навчався у Фундації соціальних досліджень штату Парана, де отримав ступінь бакалавра з управління підприємствами в сфері зовнішньої економіки та бухгалтерська справа. Також закінчив університет «Унікурітіба» у місті Курітіба, отримавши ступінь бакалавра з правознавства.
Закінчив філософський факультет університету «Безера де Мелло» (м. Можі-дас-Крузес, штат Сан-Пауло). Потім — університет «Урбаніана» (м. Рим, Італія) по фаху філософія та теологія. Прослуховував магістерський курс з теології Австрійського державного університету ім. Леопольда Франценса (м. Іннсбрук, Австрія).
З 1972 року веде справу у сфері зовнішньої торгівлі. 1978 року отримав статус офіційного перекладача з німецької, італійської, української мов та латині. В квітні 1993 року він став співзасновником туристичної агенції «Dnipro Gold», яка спеціалізується на організації турів до України. В грудні того ж року став засновником і першим головою Промислово-торговельної Бразильсько-української палати.
З 2005 року працює адвокатом.

### Громадська діяльність
Є активним учасником діяльності організацій української діаспори. В 1989–1992 роках він обіймав посаду голови наглядової ради (правління) Українсько-Бразильської Центральної репрезентації. В 1990 року докладав зусиль для встановлення перших контактів української громади Бразилії з Україною. В 1991 року, після проголошення Незалежності України, Чайковський проводив кампанію з метою прискорення
офіційного визнання Бразилією незалежності України (зібрано 10 тис. підписів на підтримку). В жовтні того ж року організував відвідування України першою групою українців Бразилії, які до того не мали такої можливості і майже втратили зв'язок з Україною. В листопаді організаційно підтримав візит Прем'єр-міністра України Вітольда Фокіна до Бразилії.
Протягом 1991 року Маріано Чайковський брав активну участь в організації та святкуваннях 100-річчя української імміграції до Бразилії. В 1992 року брав участь в організації візиту до м. Курітіба Голови Верховної Ради України Івана Плюща. М.Чайковського було включено до Організаційного комітету з підготовки та проведення Всесвітнього форуму українців 21–24 серпня 1992 року.
В 1992–1997 роках працював як заступник голови правління УБЦР і продовжив активне інформування громадськості про культуру, історію, сучасне життя України. Сприяв відкриттю Посольства Бразилії в Україні в 1994 році, Посольства України в Бразилії в 1995 році, Генерального Консульства України в м. Курітіба в 1996 році.
31 серпня 1995 року Маріано Чайковського призначено Почесним консулом України: спочатку в м. Курітіба, а після 1996 року і до сьогодні — в м. Паранагуа. В своїй роботі в Почесному консульстві України приділяє велику увагу інформуванню про історію та сучасний розвиток України, надає підтримку як офіційний перекладач з португальської на українську та з української на португальську мову, сприяє вирішенню питань консульського характеру для громадян
Україні, які перебувають в м. Паранагуа. Також є Президентом Товариства Консульського Корпусу штату Парана.

## Шевченкознавство
Є автором монографії «Taras Chevtchenko. O Poeta da Ucrania» («Тарас Шевченко. Український поет»), яка є важливим джерелом інформації для українців та інших громадян Бразилії. Складена українською та португальською мовами. Була підготовлена до відзначення 185-ї річниці від дня народження Т. Г. Шевченка і видана за сприяння Товариства прихильників української культури з метою поширення знань про українську культуру серед широкого загалу бразильської громадськості. Дослідження життя та творчості Т.Шевченка, представлене в монографії португальською мовою, а також авторський переклад наведених віршів є високого рівня, зокрема, на думку фахівців літератури, переклад М.Чайковським «Заповіту» є одним з найкращих перекладів португальською мовою цього твору.

## Нагороди
- Почесний громадянин муніципалітету Пауло-Фронтін (штат Парана) — 1996 рік
- орден «За заслуги» ІІІ ступеня (15 серпня 2001) — за вагомий особистий внесок у піднесення міжнародного авторитету України, зміцнення співробітництва і дружніх зв'язків з історичною Батьківщиною та з нагоди 10-ї річниці незалежності України[1];

- Диплом за заслуги від Міністерства закордонних справ України — 2001 рік
- відзнака Держкомнацміграції, за особистий вагомий внесок у консолідацію світового українства — 2004 рік